# Bataille de Williamsburg
Guerre de Sécession
Batailles
Campagne de la Péninsule
- Hampton Roads
- Yorktown
- Williamsburg
- Eltham's Landing
- Drewry's Bluff
- Hanover Court House
- Seven Pines
- Sept Jours
  - Oak Grove
  - Beaver Dam Creek
  - Gaines's Mill
  - Garnett's & Golding's Farm
  - Savage's Station
  - White Oak Swamp
  - Glendale
  - Malvern Hill

La bataille de Williamsburg, aussi connue comme la bataille de Fort Magruder, a lieu le 5 mai 1862 dans le comté de York, le comté de James City, et à Williamsburg, lors de la campagne de la Péninsule qui se produit pendant la guerre de Sécession. C'est la première bataille rangée de la campagne Péninsulaire, dans laquelle près de 41 000 Fédéraux et 32 000 Confédérés sont engagés, et livrent une bataille peu décisive qui se termine avec la poursuite du retrait des Confédérés.
À la suite de la retraite des Confédérés de Yorktown, la division de l'Union du brigadier-général Joseph Hooker rencontre l'arrière-garde confédérée près de Williamsburg. Hooker attaque le Fort Magruder (en), une fortification de terre située le long de la route appelée Williamsburg Road, mais il est repoussé. Des contre-attaques confédérées, dirigées par le major général James Longstreet, menacent de submerger le flanc gauche de l'Union, jusqu'à ce que la division du brigadier-général Philip Kearny arrive à stabiliser la position Fédérale. La brigade du brigadier-général Winfield S. Hancock se déplace ensuite afin de menacer le flanc gauche confédéré, occupant deux redoutes abandonnées. Les confédérés contre-attaquèrent sans succès. Le succès localisé de Hancock n'est pas exploité. L'armée confédérée poursuit son retrait pendant la nuit, en direction de Richmond.

## Contexte
Lorsque, sans s'y attendre, le général confédéré Joseph E. Johnston retire ses forces de la Warwick Line (en) lors de la bataille de Yorktown la nuit du 3 mai, le major-général de l'Union George B. McClellan est pris par surprise et n'est pas préparé pour organiser une poursuite immédiate. Le 4 mai, il ordonne au commandant de cavalerie, le brigadier général George Stoneman de poursuivre l'arrière-garde de Johnson et d'envoyer environ la moitié de son Armée du Potomac derrière Stoneman, sous le commandement du brigadier-général Edwin V. Sumner. Il ordonne également à la division du brigadier-général William B. Franklin d'embarquer à bord de navires de transport sur la York River, dans une tentative de se déplacer en amont et de débarquer, dans le but de stopper la retraite de Johnston. Cependant, il faut deux jours pour embarquer les hommes et le matériel sur les navires, si bien que la manœuvre n'a aucun effet sur la bataille du 5 mai ; la division de Franklin débarque et s'engage dans la bataille d'Eltham's Landing le 7 mai.
Le 5 mai, l'armée de Johnston progresse lentement sur des routes boueuses et la cavalerie de Stoneman s'engage dans des escarmouches avec celle du brigadier-général J.E.B. Stuart, l'arrière-garde de Johnston. Pour donner le temps de se libérer à la majeure partie de son armée, Johnston détache une fraction pour aller prendre position dans une grande fortification de terre, Fort Magruder (en), chevauchant sur la Williamsburg Road (à partir de Yorktown), construite auparavant par le brigadier général John B. Magruder.

## Bataille

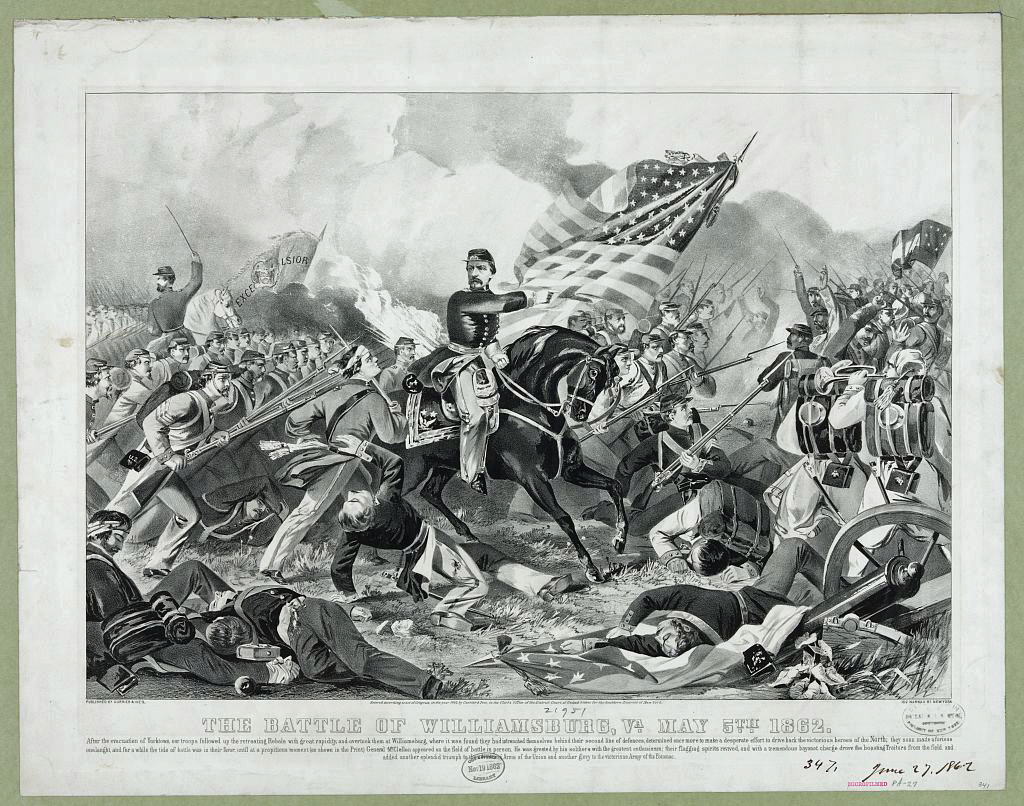
McClellan arrivant à la bataille, dépeint par Currier and Ives.

La 2e division  du brigadier-général Joseph Hooker du 3e corps du brigadier général Heintzelman est l'infanterie, qui est placée au premier plan dans l'avancement de l'armée de l'Union. Elle prend d'assaut le Fort Magruder et une ligne de trous de tirailleurs ainsi que des petites fortifications qui s'étendent dans un arc situé au sud-ouest du fort, mais elle est repoussée. Des contre-attaques confédérées, dirigées par le major-général James Longstreet, menacent d'écraser la division de Hooker, qui combat seule sur le terrain depuis le début de la matinée en attendant l'arrivée du corps principal de l'armée. Hooker pense que la division du IV corps du brigadier-général William F. « Baldy » Smith, qui marche alors vers le nord sur la Yorktown Road, entendra le bruit de la bataille et viendra lui apporter du soutien sur la droite. Cependant, Smith a été arrêté par Sumner à plus d'un kilomètre de la position de Hooker. Il se préoccupe du fait que les Confédérés vont bientôt quitter leurs fortifications pour venir l'attaquer sur la Yorktown Road.

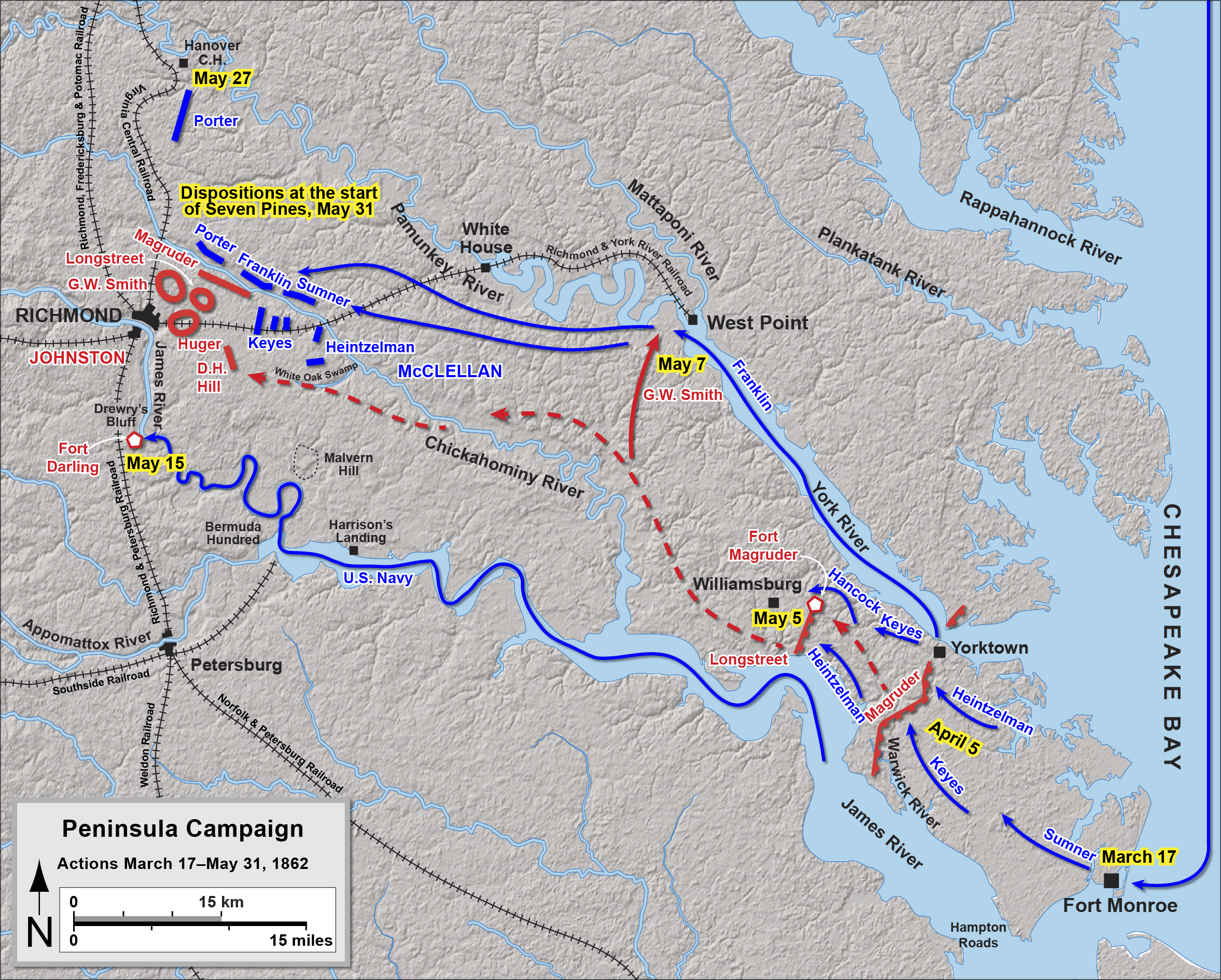
Campagne de la Péninsule, carte des événements jusqu'à la bataille de Seven Pines.
États Confederés
Union

Les hommes de Longstreet quittent en effet leurs fortifications, mais ils attaquent Hooker, pas Smith ni Sumner. La brigade du brigadier-général Cadmus M. Wilcox met une forte pression sur la ligne de Hooker. Des fanfares régimentaires jouant Yankee Doodle ralentissent les troupes en retraite lorsqu'elles passent par là, leur permettant d'avoir suffisamment de temps pour se rallier et être ainsi aidées par l'arrivée de la 3e division du 3e Corps du brigadier-général Philip Kearny à environ 14 h 30. La division de Kearny, retardée initialement par l'encombrement des routes et des troupes, reçoit l'ordre pressant du général Sumner de se porter au soutien de la division du général Hooker, déjà engagée. Malgré les difficultés de progression à travers un défilé unique, profond et boueux, la division de Kearny parvient à atteindre le champ de bataille. À son approche, trois régiments sont détachés pour soutenir la cavalerie d'Emory sur le flanc gauche. Confrontée à l'épuisement des munitions de la division de Hooker, la division de Kearny entre rapidement sous le feu ennemi. La première brigade à arriver pour soutenir les troupes du général Hooker est celle commandée par le brigadier général Berry.  L'engagement est intense, les troupes de Kearny relevant les éléments restants de la division de Hooker et ouvrant un feu nourri. Kearny monte à cheval ostensiblement en face de ses lignes de piquetage afin de reconnaître le terrain, et exhorte ses hommes d'avancer en faisant briller son sabre avec le bras qui lui reste. Il mène une charge avec deux compagnies du 2nd Michigan Infantry pour repousser les tirailleurs ennemis. Les troupes de l'Union reprennent des pièces d'artillerie qui ont été préalablement perdues. Les confédérés sont chassés de Lee's Mill Road et sont contraints de retourner dans les bois et les abattis de leurs positions défensives. Là, ont lieu des échanges de tirs marqués jusque tard dans l'après-midi,. Cette action permet de rallier l'artillerie de Hooker et de rétablir son feu. Un renfort du 5th New Jersey Infantry consolide la ligne.
Alors que Hooker continue d'affronter les forces confédérées devant Fort Magruder, la 1re brigade de la division de Baldy Smith du brigadier-général Winfield S. Hancock, qui a marché quelques kilomètres pour atteindre le côté droit de l'Union et traversé le ruisseau appelé Cub's Creek à l'endroit même où il est endigué pour former l'étang Jones's Mill, commence à bombarder le flanc gauche de Longstreet vers midi. Le major-général DH Hill, qui commande la force de réserve de Longstreet, a auparavant détaché une brigade obéissant aux ordres du brigadier-général Jubal A. Early, et posté les hommes sur les terrains du Collège de William et Mary. Son commandement étant partagé, Early conduit deux de ses quatre régiments à travers les bois, sans effectuer de reconnaissance adéquate, et constate qu'ils arrivent non sur le flanc de l'ennemi, mais directement en face des canons de Hancock, situés dans deux redoutes abandonnées. Il dirige personnellement le 24e Régiment d'Infanterie de Virginie (en) sur un assaut futile et est blessé par une balle dans l'épaule.
Hancock reçoit à plusieurs reprises l'ordre de Sumner de retirer ses hommes et de retourner en direction de Cub Creek, mais il utilise l'attaque des Confédérés comme excuse pour garder sa position. Alors que le 24e Régiment de Virginie charge, D. H. Hill sort des bois, menant un des autres régiments de Early, le 5e régiment de Caroline du Nord. Il ordonne une attaque avant de se rendre compte de la difficulté de sa situation - Les 3 400 fantassins de Hancock et huit pièces d'artillerie sont en large supériorité numérique sur les deux régiments confédérés qui attaquent et qui sont eux composés de moins de 1 200 hommes, ne bénéficiant pas du soutien de l'artillerie. Il annule l'assaut après son commencement, mais Hancock ordonne une contre-attaque. On compte 302 victimes parmi les hommes de la Caroline du Nord et 508 parmi ceux de Virginie. Les pertes dans l'armée de l'Union s'élevent à 100. Après la bataille, cette contre-attaque reçoit beaucoup de publicité en tant que charge à la baïonnette décrite comme importante et superbe et la description par McClellan de cette « superbe » performance de Hancock lui donne le surnom de « Hancock le Superbe » (Hancock the Superb en anglais).
À environ 14 h, la brigade du brigadier-général John J. Peck (en), appartenant à la 1re division du 4e Corps du brigadier-général Darius Nash Couch, arrive pour soutenir et allonger le côté droit de la ligne de Hooker, qui a, à ce stade, été repoussé du champ de bataille situé en face de Fort Magruder et qui est maintenant nettoyé. Elle se retrouve dans les abattis et la forêt dense, à environ 910 m des fortifications confédérées. Le moral des troupes de Hooker est terriblement affecté par la perte de la batterie « H » de la 1re division d'artillerie légère des États-Unis (U.S. Light Artillery) et de la 6e de la division d'artillerie légère de New-York (New York Light Artillery) du capitaine Walter M. Bramhall. L'arrivée de Peck sur le terrain et la récupération de la batterie de Bramhall par sa brigade arrive à un moment critique pour la division de Hooker, qui est sur le point de se retirer.
En fin de journée, la brigade de l'Union du général Jameson et les régiments détachés rejoignent la ligne, permettant l'établissement d'une seconde ligne et la constitution de colonnes de renfort. L'obscurité et la pluie mettent fin aux combats, les régiments unionistes bivouaquant sur le terrain conquis. Les reconnaissances fédérales ultérieures révèlent la retraite de l'ennemi. Le lendemain matin, le 4th Maine Infantry occupe les ouvrages confédérés, signalant la victoire de l'Union.

## Conséquences
La presse du Nord dépeint la bataille comme une victoire pour l'armée fédérale. McClellan la catégorise à tort comme une « brillante victoire » sur des forces supérieures. Cependant, la défense de Williamsburg est considérée par le Sud comme un moyen de retarder les fédéraux, ce qui permet au gros de l'armée confédérée de continuer son retrait vers Richmond. Les victimes atteignent le nombre de 1 682 du côté des Confédérés, les pertes du 4 mai dues aux escarmouches de la cavalerie y compris. Le nombre de victimes du côté de l'Union s'éleve à 2 283.
Le général Alexander Stewart Webb dit de la bataille de Williamsburg :

« une bataille sans plan, avec des effectifs inadéquats, et à un sérieux niveau de sacrifice sans résultats le compensant. »